# 21. ročník udílení Critics' Choice Movie Awards
21. ročník udílení Critics' Choice Movie Awards se konal 17. ledna 2016 na letišti v Santa Monice v Kalifornii. Ceremoniál moderoval T. J. Miller.

## Vítězové a nominovaní
Nominace byly oznámeny 14. prosince 2015. Tučně označeni jsou vítězové.
| Nejlepší film | Nejlepší režisér | Nejlepší herec |  |
| --- | --- | --- |  |
| - Spotlight - Sázka na nejistotu - Most špionů - Brooklyn - Carol - Šílený Max: Zběsilá cesta - Marťan - Revenant Zmrtvýchvstání - Room - Sicario: Nájemný vrah - Star Wars: Síla se probouzí                               | - George Miller – Šílený Max: Zběsilá cesta - Todd Haynes – Carol - Alejandro González Iñárritu – Revenant Zmrtvýchvstání - Tom McCarthy – Spotlight - Ridley Scott – Marťan - Steven Spielberg – Most špionů                                         | - Leonardo DiCaprio – Revenant Zmrtvýchvstání - Bryan Cranston – Trumbo - Matt Damon – Marťan - Johnny Depp – Black Mass: Špinavá hra - Michael Fassbender – Steve Jobs - Eddie Redmayne – Dánská dívka                                                                         |  |
| Nejlepší herečka | Nejlepší herec ve vedlejší roli | Nejlepší herečka ve vedlejší roli |  |
| - Brie Larson – Room - Cate Blanchettová – Carol - Jennifer Lawrenceová – Joy - Charlotte Rampling – 45 let - Saorise Ronanová – Brooklyn - Charlize Theronová – Šílený Max: Zběsilá cesta                                  | - Sylvester Stallone – Creed - Paul Dano – Love & Mercy - Tom Hardy – Revenant Zmrtvýchvstání - Mark Ruffalo – Spotlight - Mark Rylance – Most špionů - Michael Shannon – 99 Homes                                                                    | - Alicia Vikander – Dánská dívka - Jennifer Jason Leigh – Osm hrozných - Rooney Mara – Carol - Rachel McAdamsová – Spotlight - Helen Mirrenová – Trumbo - Kate Winsletová – Steve Jobs                                                                                          |  |
| Nejlepší mladý herec/herečka | Nejlepší filmové obsazení | Nejlepší původní scénář |  |
| - Jacob Tremblay – Room - Abraham Attah – Bestie bez vlasti - RJ Cyler – Já, Earl a holka na umření - Shameik Moore – Matroš - Milo Parker – Mr. Holmes                                                                     | - Spotlight - Sázka na nejistotu - Osm hrozných - Straight Outta Compton - Trumbo | - Tom McCarthy a Josh Singer – Spotlight - Matt Charman, Joel Coen a Ethan Coen – Most špionů - Alex Garlad – Ex Machina - Quentin Tarantino – Osm hrozných - Pete Docter, Meg LeFauve a Josh Cooley – V hlavě                                                                  |  |
| Nejlepší adaptovaný scénář | Nejlepší animovaný film | Nejlepší akční film |  |
| - Adam McKay a Charles Randolph – Sázka na nejistotu - Nick Hornby – Brooklyn - Drew Goddard – Marťan - Emma Donoghue – Room - Aaron Sorkn – Steve Jobs                                                                     | - V hlavě - Anomalisa - Hodný dinosaurus - Snoopy a Charlie Brown. Peanuts ve filmu - Ovečka Shaun ve filmu | - Šílený Max: Zběsilá cesta - Rychle a zběsile 7 - Jurský svět - Mission Impossible – Národ grázů - Sicario: Nájemný vrah |  |
| Nejlepší herec v akčním filmu | Nejlepší herečka v akčním filmu | Nejlepší sci-fi/horor film |  |
| - Tom Hardy – Šílený Max: Zběsilá cesta - Daniel Craig – Spectre - Tom Cruise – Mission Impossible – Národ grázlů - Chris Pratt – Jurský svět - Paul Rudd – Ant-Man                                                         | - Charlize Theronová – Šílený Max: Zběsilá cesta - Emily Bluntová – Sicario: Nájemný vrah - Rebecca Fergusonová – Mission Impossible – Národ grázlů - Bryce Dallas Howardová – Jurský svět - Jennifer Lawrenceová – Hunger Games: Síla vzdoru 2. část | - Ex Machina - Neutečeš - Jurský svět - Šílený Max: Zběsílá cesta - Marťan |  |
| Nejlepší filmová komedie | Nejlepší herec ve filmové komedii | Nejlepší herečka ve filmové komedii |  |
| - Sázka na nejistotu - V hlavě - Joy - Sisters - Špión - Vykolejená | - Christian Bale – Sázka na nejistotu - Steve Carell – Sázka na nejistotu - Robert De Niro – Stážista - Bill Hader – Vykolejená - Jason Statham – Špión                                                                                               | - Amy Schumer – Vykolejená - Tina Fey – Sisters - Jennifer Lawrenceová – Joy - Melissa McCarthy – Špión - Lily Tomlin – Babička je lepší |  |
| Nejlepší dokument | Nejlepší cizojazyčný film | Nejlepší filmová architektura |  |
| - Amy - Země kartelů - Going Clear: Scientology and the Prison of Belief - Dal mi jméno Malála - Podoba ticha - Where to Invade Next                                                                                        | - Saulův syn (Maďarsko) - Assassin (Tchaj-wan-Čína-Hong Kong) - Dobrou, mámo (Rakousko) - Mustang (Francie-Turecko-Německo) - Kdy se máma vrátí? (Brazílie)                                                                                           | - Colin Gibson – Šílený Max: Zběsilá cesta - Adam Stockhausen, Rena DeAngelo – Most špionů - François Séguin, Jenny Oman a Louise Tremblay – Brooklyn - Judy Becker, Heather Loeffler – Carol - Eva Stewart, Michael Standish – Dánská dívka - Arthur Max, Celia Bobak – Marťan |  |
| Nejlepší návrh kostýmů | Nejlepší masky | Nejlepší vizuální efekty |  |
| - Jenny Beavan – Šílený Max: Zběsílá cesta - Odile Dicks-Mireaux – Brooklyn - Sandy Powell – Carol - Sady Powell – Popelka - Paco Delgado – Dánská dívka                                                                    | - Šílený Max: Zběsilá cesta - Black Mass : Špinavá hra - Carol - Dánská dívka - Osm hrozných - Revenant Zmrtvýchvstání | - Šílený Max: Zběsilá cesta - Ex Machina - Jurský svět - Marťan - Revenant Zmrtvýchvstání - Muž na laně |  |
| Nejlepší kamera | Nejlepší střih | Nejlepší skladatel |  |
| - Emmanuel Lubezki – Revenant Zmrtvýchvstání - Roger Deakins – Sicario: Nájemný vrah - Edward Lachman – Carol - Robert Richardson – Osm hrozných - John Seale – Šílený Max: Zběsilá cesta - Dariusz Wolski – Marťan         | - Margaret Sixel – Šílený Max: Zběsilá cesta - Hank Crowin – Sázka na nejistotu - Pietro Scalia – Marťan - Stephen Mirrione – Revenant Zmrtvýchvstání - Tom McArdle – Spotlight                                                                       | - Ennio Morricone – Osm hrozných - Carter Burwell – Carol - Jóhann Jóhannsson – Sicario: Nájemný vrah - Ryuichi Sakamoto – Revenant Zmrtvýchvstání - Howard Shore – Spotlight                                                                                                   |  |
| Nejlepší písnička | | |  |
| - „See You Again“ – Rychle a zběsile 7 - „Love Me like You Do“ – 50 odstínů šedi - „Til It Happens to You“ – Lovný revír - „One Kind of Love“ – Love & Mercy - „Writing's on the Wall“ – Spectre - „Simple Song #3“ – Mládí | | |  |